# Dětřichov (kraj liberecki)
Dětřichov – gmina w Czechach, w powiecie Liberec, w kraju libereckim. Według danych z dnia 1 stycznia 2013 liczyła 733 mieszkańców.
W Dětřichovie znajduje się kościół św. Anny otoczony kamiennym murem i poniemieckim cmentarzem.